# تاکدا شینگن (رمان)
تاکدا شینگن (به ژاپنی: 武田信玄)، یک رمان تاریخی نوشته جیرو نیتتا آست که بر پایه زندگی تاکدا شینگن ساخته شده است. این رمان در مجله رکیشی توکوهون از شماره مه ۱۹۶۵ تا سپتامبر ۱۹۷۳ چاپ شد. از چهار جلد تشکیل شده است: «جلد باد»، «جلد جنگل»، «جلد آتش» و «جلد کوه». این اثر برنده هشتمین جایزه ادبی ایجی یوشیکاوا شد.
این تصویر زندگی تاکدا شینگن را از تبعید پدرش تاکدا نوبوتورا تا مرگ او در نزدیکی کیوتو به تصویر می‌کشد و با صحنه‌هایی از تشییع جنازه او سه سال پس از مرگش به پایان می‌رسد.
این داستان اصلی برای درام مجموعه تلویزیونی تایگا در سال ۱۹۸۸ تاکدا شینگن (مجموعه تلویزیونی تایگا) است.

## خلاصه داستان
تاکدا هارونوبو (بعدها شینگن)، که پدرش نوبوتورا را به ولایت سوروگا تبعید کرد، به عنوان ارباب ولایت کای مستقل شد. پس از تسلیم کردن سووا و ولایت شینانو، او با دشمن قدیمی خود، اوئه‌سوگی کنشین، در نبردهای کاواناکاجیما مقابله کرد. از سوی دیگر، او همچنین قدرت خود را به عنوان یک سیاستمدار نشان می‌دهد، مانند حفاری معادن طلا. او در حالی که با بیماری طبیعی خود مبارزه می‌کرد، توکوگاوا ایه‌یاسو را شکست داد و قصد داشت به کیوتو برود، اما در راه درگذشت.